# Зай (посёлок железнодорожной станции)
Зай — посёлок железнодорожной станции в Бугульминском районе Татарстана.
Расположено на железнодорожной линии Ульяновск-Уфа, в 20 км от Бугульмы.

## Известные люди
Медноногов, Вячеслав Александрович — Герой Советского Союза